# Rinzia fumana
Rinzia fumana är en myrtenväxtart som beskrevs av Johannes Conrad Schauer. Rinzia fumana ingår i släktet Rinzia och familjen myrtenväxter. Inga underarter finns listade i Catalogue of Life.